# 장성 고산서원
장성 고산서원(長城 高山書院)은 전라남도 장성군 진원면 고산리에 있는, 노사 기정진을 중심으로 이최선·기우만·조의곤·김록휴·조성가·정재규 등의 위패를 모신 서원이다. 1982년 10월 15일 전라남도의 기념물 제63호로 지정되었다.

## 개요
노사 기정진을 중심으로 이최선·기우만·조의곤·김록휴·조성가·정재규 등의 위패를 모신 서원이다.
기정진(1798∼1879)은 조선 후기 성리학의 대가이다. 순조 31년(1831) 과거에 급제한 후 많은 관직에 임명되었으나 모두 사퇴하고 이곳에서 학문 연구와 후학양성에 힘썼다.
이 서원은 기정진이 조선 고종 15년(1878)에 담대헌이라고 이름짓고 학문을 가르치던 곳이다. 1924년에 후손들이 다시 지었으며, 1927년 ‘고산서원’ 이라고 쓴 현판을 걸어 오늘에 이르고 있다.
현재 경내에는 사당인 고산사를 비롯하여 강당, 동재인 거경재, 서재인 집의재, 내삼문, 외삼문과 장판각 등의 건물이 있다. 장판각에는 기정진의 문집과 목판을 보관하고 있다.

## 소장 목판
조선 고종 때의 학자이자, 성리학의 6대가 가운데 한 사람인 노사 기정진(1798∼1876)의 문집과 그의 저서『답문류편』을 고종 39년(1902)에 목판에 새긴 것으로, 문집은 653매,『답문류편』은 209매이다.
목판에 새긴 연대는 늦으나 빠진 목판이 없을 뿐 아니라 간행처인 신안사가 조선 후기 경상도 일원의 출판기능을 담당했던 곳임에도 불구하고 이곳에서 간행된 책자가 전하는 것이 없으므로 그 사료사적 가치는 매우 크다고 할 수 있는 것이다.
1999년 7월 5일 전라남도의 유형문화재 제214호로 지정되었다.

## 참고 문헌
- 장성고산서원 - 국가유산청 국가유산포털